# Istres Ouest Provence Volley-Ball 2009-2010
Questa voce raccoglie le informazioni riguardanti l'Istres Ouest Provence Volley-Ball nelle competizioni ufficiali della stagione 2009-2010.

## Organigramma societario
Area direttiva
- Presidente: Gilbert Louis

Area tecnica
- Allenatore: Frédéric Guérin

## Rosa
| N° | Nome                | Ruolo | Data di nascita  | Nazionalità sportiva |
| -- | ------------------- | ----- | ---------------- | -------------------- |
| 1  | Brunilde Dupont     | S     | 10 giugno 1992   | Francia              |
| 3  | Jennifer Todd       | C     | 3 febbraio 1985  | Stati Uniti          |
| 4  | Elizabeth Hintemann | S     | 6 luglio 1984    | Germania             |
| 5  | Énora Mazzéo        | L     | 28 agosto 1991   | Francia              |
| 6  | Valéria Hejjas      | S     | 4 luglio 1980    | Ungheria             |
| 7  | Ivana Vasin         | P     | 13 maggio 1982   | Serbia               |
| 9  | Lenaig Lemoigne     | L     | 28 maggio 1990   | Francia              |
| 10 | Marielle Alteirac   | C     | 2 luglio 1985    | Francia              |
| 11 | Hana Vobrová        | P     | 26 luglio 1985   | Rep. Ceca            |
| 12 | Emmanuelle Desaint  | S     | 7 ottobre 1989   | Francia              |
| 13 | Soňa Mikysková      | S     | 2 maggio 1989    | Rep. Ceca            |
| 15 | Marina Cvetanović   | S/O   | 14 febbraio 1986 | Slovenia             |
| 17 | Lydia Oulmou        | C     | 2 febbraio 1986  | Algeria              |